# Course de la Paix 1970
La 23e Course de la Paix, course cycliste internationale à étapes, a lieu du 12 mai au 26 mai 1970. Son itinéraire de 1 976 km suit le parcours Prague - Varsovie - Berlin (PWB). L'équipe de Pologne est première au classement individuel, avec la victoire de Ryszard Szurkowski, et au classement par équipes.

## La course
15 équipes sont au départ. Parmi elles 13 engagent une équipe complète de 7 coureurs, 2 équipes (Norvège, Danemark) alignent 6 coureurs, et un coureur de la Bulgarie, ne prend pas le départ.
Une seule équipe non européenne : l'Algérie.
Les pays « occidentaux » : France, Finlande, Norvège, Danemark, Belgique, Italie.
Les pays « de l'Est » : Pologne, Yougoslavie, URSS, Tchécoslovaquie, RDA, Bulgarie, Roumanie, Hongrie.
Sur 102 concurrents prenant la route à Prague, 82 sont classés à l'arrivée finale, à Berlin.
Le taux des abandons est de 19,6 %.
La course est dominée dès le premier jour par l'équipe de Pologne, dirigée par l'entraineur Henryk Lasak   Les coureurs polonais sont 2 sur le podium, 5 parmi les 10 premiers, ils remportent 9 étapes, le maillot violet, le classement par équipes. "Foudroyante ascension du polonais Szurkowski", titre un des spécialistes de la Course. La seule opposition dangereuse pour Surkowski vint du "petit Marcel" Duchemin. Celui-ci réalisait une performance en remportant la victoire dans les deux étapes contre-la-montre.
Deux victoires, c'est également le nombre de succès d'étape de l'équipe de Belgique.

### Les étapes
| #  | Date   | Villes étapes                               | km       | Vainqueur           | Leader             |
| -- | ------ | ------------------------------------------- | -------- | ------------------- | ------------------ |
| 1  | 12 mai | Prague (TCH) - Karlovy Vary (TCH)           | 130      | Ryszard Szurkowski  | Ryszard Szurkowski |
| 2  | 13 mai | Karlovy Vary (TCH) - Pilsen (TCH)           | 148      | Zygmunt Hanusik     | Zygmunt Hanusik    |
| 3  | 14 mai | Pilsen (TCH) - Usti nad Labem (TCH)         | 147      | Ryszard Szurkowski  | Ryszard Szurkowski |
| 4  | 15 mai | Usti nad Labem (TCH) - Hradec Králové (TCH) | 197      | Zenon Czechowski    | Ryszard Szurkowski |
| 5  | 17 mai | Hradec Králové (TCH) - Wroclaw (POL)        | 185      | Ryszard Szurkowski  | Ryszard Szurkowski |
| 6  | 18 mai | Circuit autour de Varsovie (POL)            | 112      | Pietro Poloni       | Ryszard Szurkowski |
| 7  | 19 mai | Plock (POL) - Włocławek (POL)               | 47 (clm) | Marcel Duchemin     | Ryszard Szurkowski |
| 8  | 19 mai | Włocławek (POL) - Bydgoszcz (POL)           | 103      | Andrezj Kaczmarek   | Ryszard Szurkowski |
| 9  | 20 mai | Bydgoszcz (POL) - Poznań (POL)              | 137      | Zenon Czechowski    | Ryszard Szurkowski |
| 10 | 22 mai | Poznań (POL) - Francfort-sur-l'Oder (RDA)   | 178      | Edouard Verstraeten | Ryszard Szurkowski |
| 11 | 23 mai | Francfort-sur-l'Oder (RDA) - Potsdam (RDA)  | 137      | Krzysztof Stec      | Ryszard Szurkowski |
| 12 | 24 mai | Potsdam (RDA) - Halle (RDA)                 | 165      | Axel Peschel        | Ryszard Szurkowski |
| 13 | 25 mai | Halle (RDA) - Leipzig (RDA)                 | 33 (clm) | Marcel Duchemin     | Ryszard Szurkowski |
| 14 | 25 mai | Circuit à Leipzig (RDA)                     | 60       | François Lemmens    | Ryszard Szurkowski |
| 15 | 26 mai | Eilenbourg (RDA) - Berlin (RDA)             | 192      | Wojcieh Matusiak    | Ryszard Szurkowski |

## Le classement général
|     | Cycliste            | Équipe          |    | Temps            |
| --- | ------------------- | --------------- | -- | ---------------- |
| 1.  | Ryszard Szurkowski  | Pologne         | en | 47 h 24 min 42 s |
| 2.  | Marcel Duchemin     | France          | +  | 1 min 32 s       |
| 3.  | Zygmunt Hanusik     | Pologne         |    | 5 min 32 s       |
| 4.  | Jiří Háva           | Tchécoslovaquie |    | 5 min 48 s       |
| 5.  | Andrzej Kaczmarek   | Pologne         |    | 6 min 39 s       |
| 6.  | Zenon Czechowski    | Pologne         |    | 7 min 16 s       |
| 7.  | Imre Gera           | Hongrie         |    | 7 min 20 s       |
| 8.  | Siegfried Huster    | RDA             |    | 7 min 26 s       |
| 9.  | Wojciech Matusiak   | Pologne         |    | 8 min 26 s       |
| 10. | Gainan Saidschushin | URSS            |    | 8 min 58 s       |

## Les classements annexes

### Classement du plus combatif
|   | Cycliste           | Points |
| - | ------------------ | ------ |
| 1 | Ryszard Szurkowski | 63     |
| 2 | Zygmunt Hanusik    | 59     |
| 3 | Zenon Czechowski   | 45     |

### Classement du meilleur grimpeur
|   | Cycliste     | Points |
| - | ------------ | ------ |
| 1 | pas attribué |        |
| 2 |              |        |
| 3 |              |        |

### Classement par équipes
|   | Équipe          | Temps                |
| - | --------------- | -------------------- |
| 1 | Pologne         | en 189 h 58 min 15 s |
| 2 | Tchécoslovaquie | + 17 min 24 s        |
| 3 | URSS            | + 23 min 51 s        |
| 4 | RDA             | + 37 min 23 s        |
| 5 | Bulgarie        | + 51 min 40 s        |

Équipes classées 
- Pologne :
  - Ryszard Szurkowski, 24 ans, 1er
  - Zygmunt Hanusik, 25 ans, 3e
  - Andrzej Kaczmarek, 22,5 ans, 5e
  - Zenon Czechowski, 23,5 ans, 6e
  - Wojciech Matusiak, 25 ans, 9e
  - Zbigniew Krzeszowiec, 22 ans, 31e
  - Krzysztof Stec, 32e
- Tchécoslovaquie :
  - Jiří Háva, 25 ans, 4e
  - Jan Smolík, 27 ans, 14e
  - Karel Vavra, 24 ans, 16e
  - Jiri Vicek, 19e
  - Ján Svorada, 27e
  - Rudolph Labus, 30e
  - Jiri Prchal, 37e